# Dania Ramírez

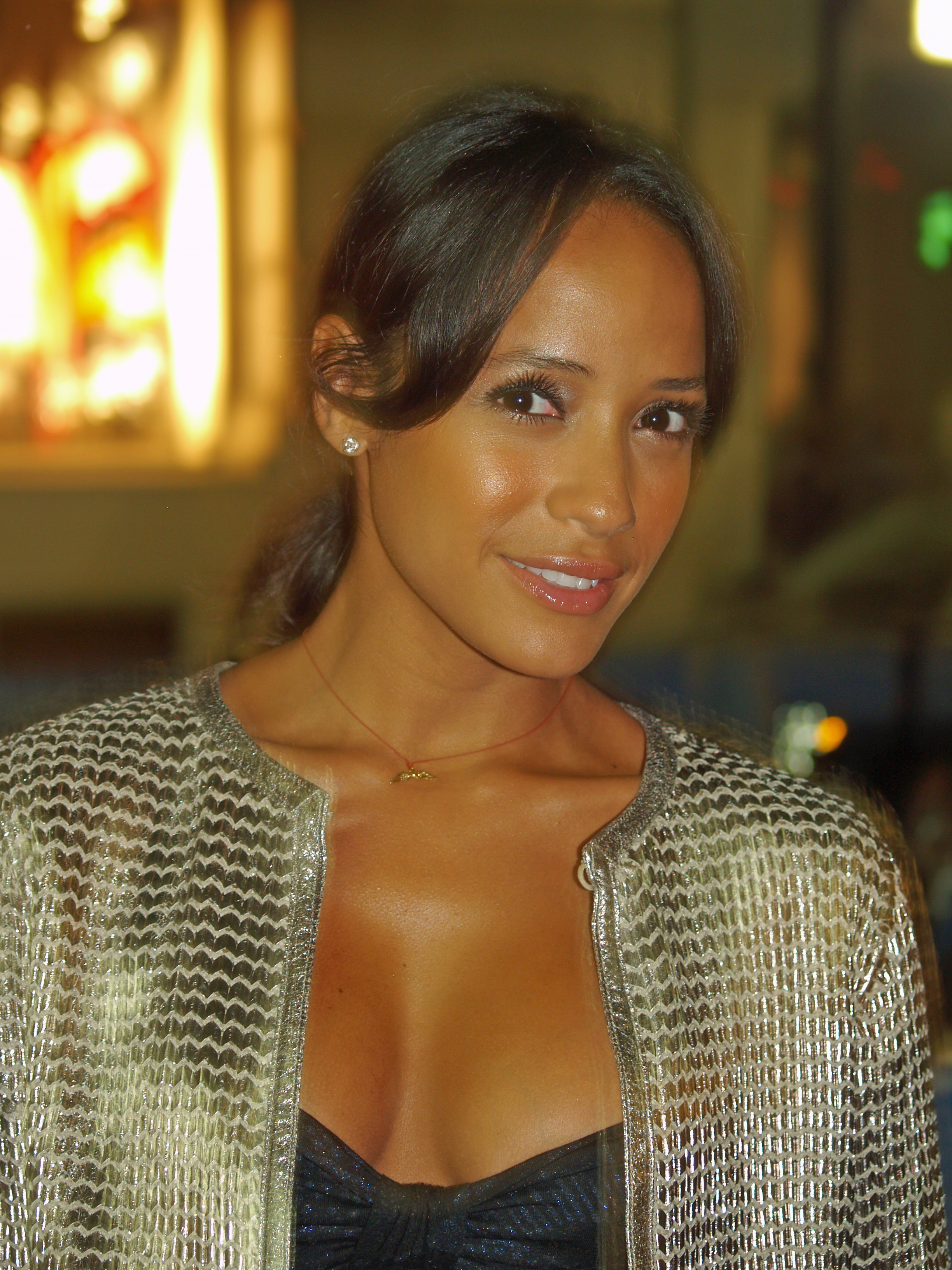
Dania Ramírez bei der New York Fashion Week 2008

Dania Jissel Ramírez (* 8. November 1979 in Santo Domingo) ist eine dominikanische Schauspielerin.

## Leben und Karriere
Im Alter von 15 Jahren kam Ramírez in die USA, um als Fotomodell zu arbeiten. Nach einem Studium an der Montclair State University ging sie nach Los Angeles, um sich der Schauspielerei zu widmen. Ihre erste erwähnenswerte Rolle hatte Ramírez in Spike Lees Drama 25 Stunden neben Edward Norton und Philip Seymour Hoffman. 2003 war sie in drei Folgen von Buffy – Im Bann der Dämonen zu sehen. 2004 wirkte Ramírez erneut in einem Film von Regisseur Lee mit, in She Hate Me. 2006 war sie in der Rolle der Callisto in der Comicverfilmung X-Men: Der letzte Widerstand zu sehen. Zudem wirkte sie in der sechsten Staffel der US-Fernsehserie Die Sopranos als Blanca Selgado in mehreren Episoden mit. Von 2007 bis 2008 verkörperte sie die Rolle der Maya Herrera in der NBC-Serie Heroes. Von 2013 bis 2016 hatte sie die Rolle der Rosie Falta, eine der zentralen Hauptrollen, in der Serie Devious Maids – Schmutzige Geheimnisse inne. Seit 2017 spielt sie die Rolle der Jacinda / Cinderella in der Fantasy-Serie Once Upon A Time.
Ramírez ist seit Februar 2013 mit John Land verheiratet. Im Juli 2013 wurde sie Mutter von Zwillingen.

## Filmografie
- 1998: Streets Is Watching
- 2002: 25 Stunden (25th Hour)
- 2003: Buffy – Im Bann der Dämonen (Buffy the Vampire Slayer, Fernsehserie, 3 Episoden)
- 2003: Run of the House (Fernsehserie, eine Episode)
- 2004: Little Black Boot (Kurzfilm)
- 2004: 10-8: Officers on Duty (10-8, Fernsehserie, eine Episode)
- 2004: The Ecology of Love (Kurzfilm)
- 2004: Cross Bronx
- 2004: She Hate Me
- 2004: Fat Albert
- 2005: Romy und Michele: Hollywood, wir kommen! (Romy and Michele: In the Beginning, Fernsehfilm)
- 2006: Santana Feat. Sean Paul, Joss Stone: Cry Baby Cry (Kurzfilm)
- 2006: X-Men: Der letzte Widerstand (X-Men: The Last Stand)
- 2006–2007: Die Sopranos (The Sopranos, Fernsehserie, 5 Episoden)
- 2007: Tödliche Währung – Abgerechnet wird zum Schluss (Illegal Tender)
- 2007: Fort Pit (Fernsehfilm)
- 2007–2008: Heroes (Fernsehserie, 15 Episoden)
- 2008: Ball Don’t Lie
- 2008: The 5th Commandment – Du sollst nicht töten (The Fifth Commandment)
- 2008: Quarantäne (Quarantine)
- 2009: Solving Charlie (Fernsehfilm)
- 2010: Next Big Thing (Kurzfilm)
- 2010: Entourage (Fernsehserie, 9 Episoden)
- 2012: American Pie: Das Klassentreffen (American Reunion)
- 2012: Premium Rush
- 2013: N.Y.C. Underground
- 2013–2016: Devious Maids – Schmutzige Geheimnisse (Devious Maids, Fernsehserie, 49 Episoden)
- 2015: Mojave – Die Wüste kennt kein Erbarmen (Mojave)
- 2015: First Response (Fernsehfilm)
- 2017: Lycan
- 2017–2018: Once Upon a Time – Es war einmal … (Once Upon a Time, Fernsehserie, 22 Episoden)
- 2018: Off the Menu
- 2018: Justice League Action (Fernsehserie, eine Episode, Sprechrolle)
- 2018: Suicide Squad: Hell to Pay (Sprechrolle)
- 2018–2019: Tell Me a Story (Fernsehserie, 10 Episoden)
- 2019: Jumanji: The Next Level
- 2021–2024: Sweet Tooth (Fernsehserie)
- 2023–2025: Alert: Missing Persons Unit (Fernsehserie)

## Auszeichnung
- 2008: Nominierung für den ALMA Award (Kategorie: Beste weibliche Nebenrolle in einer Fernsehserie) für Heroes